# Slag bij Cyzicus (410 v.Chr.)
De Slag bij Cyzicus was een zeeslag die plaatsvond in 410 v.Chr. tijdens de Peloponnesische Oorlog. Een Atheense vloot onder leiding van Alcibiades, Thrasybulus en Theramenes versloeg en vernietigde een volledige Spartaanse vloot onder leiding van Mindarus. Dankzij deze overwinning konden de Atheners de controle over een groot deel van de steden in de Hellespont opnieuw bemachtigen het daaropvolgende jaar. Als reactie op hun nederlaag stelden de Spartanen een vredesvoorstel voor, maar dit werd geweigerd door de Atheners.

## Achtergrond
Na de Atheense overwinning bij Abydos in november 411 v.Chr. werd de Spartaanse admiraal Mindarus naar Sparta gezonden voor versterkingen en hij begon samen te werken met de Perzische satraap Pharnabazus II om een nieuwe aanval te plannen. Ondertussen konden de Atheners dit niet voorkomen, omdat ze sinds de bodem van hun schatkist bereikt was geen grote operaties meer konden organiseren. In de lente van 410 v.Chr. had Mindarus een vloot van tachtig schepen gebouwd, waarmee hij samen met Pharnabazus' troepen Cyzicus belegerde en innam. De Atheense vloot in de Hellespont verliet zijn basis bij Sestos en voer naar Cardia om de grotere Spartaanse vloot te ontwijken. Ze kregen echter nieuwe schepen onder leiding van Alcibiades, Theramenes en Thrasybulus en vormden zo een vloot van 86 schepen.

## Verloop
De Atheense vloot kwam de Hellespont binnen en kwamen langs de Spartaanse basis bij Abydos tijdens de nacht om er voor te zorgen dat hun aantal geheim bleef. Ze maakten een basis op het eiland Proconnesus, noordwestelijk gelegen van Cyzicus. De volgende dag splitste de Atheense vloot, met 20 schepen onder leiding van Alcibiades die naar Cyzicus voeren terwijl twee andere afdelingen onder Thrasybulus en Theramenes achterbleven. Mindarus zag zijn kans schoon om aan te vallen, aangezien zijn vloot nu 4 keer groter was dan de Atheense, en viel aan met zijn volledige vloot. Alcibiades' vloot vluchtte, en Mindarus' schepen achtervolgden deze. Na enige tijd keerde Alcibiades zich om om Mindarus aan te vallen en Thrasybulus en Theramenes kwamen met hun vloot om zijn terugtocht onmogelijk te maken. Mindarus, die de valstrik onder ogen zag, vluchtte in de enige opengelaten richting, naar de kust ten zuiden van de stad, waar Pharnabazus met zijn troepen was. De Spartaanse vloot leed verliezen tijdens deze vlucht en kwam aan bij de kust met de Atheners recht achter hen.

Atheense strategie bij de slag bij Cyzicus: Alcibiades lokte de Spartaanse vloot naar open water en keert zich om om deze aan te vallen. Schepen onder leiding van Thrasybulus en Theramenes komen achter de Spartaanse schepen, om hun aftocht af te snijden, waarmee ze de Spartanen in een valstrik hadden laten lopen tussen drie groepen van Atheense oorlogsschepen; een veel grotere vloot dan de Spartanen hadden verwacht.

Alcibiades' troepen, die de Atheense aanval leidden, landden en probeerden de Spartaanse schepen weer in zee te trekken met enterhaken. De Perzische troepen onder Pharnabazus begonnen echter ook te vechten op de kust en dreven de Atheners, die in de minderheid waren en vochten tegen vijanden die steviger op de grond stonden, terug in de zee. Omdat Thrasybulus dit zag liet hij zijn vloot aanmeren als afleidingsmanoeuvre en beval Theramenes om zijn troepen met die van Chareas samen te voegen en aan het gevecht deel te nemen. Thrasybulus en Alcibiades werden eerst allebei teruggedreven door de grotere aantallen soldaten, maar de aankomst van Theramenes en Chaereas keerden het tij. De Spartanen en Perzen werden verslagen en Mindarus werd gedood. Alle Spartaanse schepen werden veroverd, behalve die van hun bondgenoten uit Syracuse, die hun schepen in brand hadden gestoken terwijl ze zich terug hadden getrokken.

## Nasleep
Na hun grote overwinning hadden de Atheners de volledige controle over de Hellespont. De volgende dag namen ze Cyzicus in, dat zich overgaf zonder te vechten. Een onderschepte brief van de Spartaanse troepen die gestrand waren bij Cyzicus bevatte deze boodschap: "De schepen zijn weg. Mindarus is dood. De mannen zijn aan het verhongeren. We weten niet wat we moeten doen." Gedemoraliseerd door de vernietiging van hun vloot zonden de Spartanen een ambassade naar Athene om een vredesakkoord te sluiten, maar de Atheners weigerden dit.
In Athene gaf de oligarchische regering die had geregeerd sinds 411 v.Chr. de macht over aan een democratische regering enkele maanden na de slag. Een expeditieleger onder Thrasyllus werd klaargemaakt om zich bij de legers in de Hellespont te voegen. Dit leger vertrok echter niet voor het jaar na de slag, en hoewel de Atheners Byzantium hadden heroverd, gebruikten ze nooit het voordeel dat Cyzicus hen had gegeven. Dit was het resultaat van te weinig geld in de schatkist. Zelfs na de overwinning was deze nog bijna volledig leeg. Athene zou nog slechts één overwinning op zee boeken, bij Arginusae, en hun nederlaag bij Aegospotamoi in 405 v.Chr. zou de oorlog beëindigen. Hoewel Cyzicus een grote overwinning was voor de Atheners, konden de Spartanen terug op sterkte komen en zo de oorlog in hun voordeel beslissen, met de overgave van Athene en haar bondgenoten 6 jaar later.

## Notes
1. ↑  (en)  Xenophon, Hellenica 1.1.23